# 唐隆
唐隆（とうりゅう）は、唐の殤帝李重茂の治世に使用された元号。710年の僅か10日間にしか用いられなかった。

## 西暦・干支との対照表
| 唐隆 | 元年  |
| 西暦 | 710年 |
| 干支 | 庚戌  |